# Basistemon klugii
Basistemon klugii là một loài thực vật có hoa trong họ Mã đề. Loài này được Barringer mô tả khoa học đầu tiên năm 1985.